# جبل وتد
جبل وتد هو جبل من سلسلة جبال مدين في منطقة تبوك؛ يقع ما بين محافظتي البدع وضباء في أقصى شمال غرب السعودية، ويبلغ ارتفاعه 2,023 م (6,637 قدم).

## روابط خارجية
- هيئة المساحة الجيولوجية السعودية
- الجمعية الجيولوجية السعودية
- وزارة البترول والثروة المعدنية: قسم المسح الجوي  نسخة محفوظة 14 مايو 2011 على موقع واي باك مشين.